# Fritzi Wartenberg
Fritzi Wartenberg (* 25. Juli 1997 in Köln) ist eine deutsche Theaterregisseurin.

## Beruflicher Werdegang
Fritzi Wartenberg wurde 1997 in Köln geboren. Sie verbrachte ihre Kindheit und Jugend in Salzburg und besuchte dort das Musische Gymnasium.
Wartenberg studierte Vergleichende Literaturwissenschaft an der Universität Wien und von 2018 bis 2022 Regie am Max Reinhardt Seminar, unter anderem bei David Bösch, Dušan David Pařízek und Martin Kušej.
2020 wurde Wartenberg Mitgründerin des feministischen FTZN-Kollektivs, für das sie als Autorin und Regisseurin Stückentwicklungen erarbeitet.

## Inhaltliche Schwerpunkte
Wartenberg deckt traditionelle Strukturen und Rollenmodelle in Beziehungen mit Humor und Selbstironie auf. Sie stellt den feministischen Blick auf die Gesetzmäßigkeiten von Theater und Welt ins Zentrum und legt Widersprüche und gesellschaftliche Beharrungskräfte offen. So bringt sie auf undogmatische und lustige Art Potential für Veränderung ans Licht.
Die Jury des Helene Weigel Theaterpreises lobte 2023 die Vielschichtigkeit von Wartenbergs Inszenierungen sowie die Neugierde und Sensibilität der Regisseurin und die tiefgehende Auseinandersetzung mit aktuellen Themen. Auch Wartenbergs offene, unprätentiöse Haltung gegenüber Publikum und Team fand Beachtung.

## Privates
Fritzi Wartenberg ist eine Tochter der Sängerin und Bestseller-Autorin Herlind Wartenberg.

## Regie
- 2020/2021 Gib mir ein F. Regie und Stückentwicklung (mit Runa Schymanski, Benita Martins und Hannah Rang). Theaterfestival hinundweg, Litschau, und Kosmos Theater, Wien[6][7]
- 2021 Bei aller Liebe – Jetzt wird gefotzt! Regie und Stückentwicklung (mit Benita Martins, Hannah Rang, Runa Schymanski). Theaterfestival hinundweg, Litschau[8]
- 2021 Das große Festmahl von Antigone Akgün. Hörspiel, Schauspielhaus Wien
- 2022 The Writer von Ella Hickson. Berliner Ensemble, Berlin; Premiere 19. November 2022
- 2023 Alias Anastasius vom Autorinnen-Duo Matter*Verse, inspiriert von Angela Steideles Buch In Männerkleidern. Berliner Ensemble, Berlin; Uraufführung 10. März 2023
- 2024: Malina von Ingeborg Bachmann, in einer Bühnenfassung von Fritzi Wartenberg. Berliner Ensemble; Premiere 27. März 2024
- 2024: Monte Rosa von Teresa Dopler. Luzerner Theater, Luzern; Premiere 25. Mai 2024
- 2024: Biedermann und die Brandstifter von Max Frisch. Berliner Ensemble
- 2025: Jeeps von Nora Abdel-Maksoud, Schauspiel Köln; Premiere 26. Februar 2025
- 2025: Elisabeth! von Mareike Fallwickl, Burgtheater Wien; Uraufführung 11. April 2025, Titelrolle Stefanie Reinsperger[9][10]

## Schauspiel
2020 Der Stellvertreter von Rolf Hochhuth. Regie Thyl Hanscho, Max Reinhardt Seminar, Wien (Rolle: Die Archäologin; auch Regieassistenz)

## Auszeichnungen und Ehrungen (Auswahl)
- 2022/2023 Einjährige Residency am Berliner Ensemble mit zwei Inszenierungen (Nachwuchsförderprogramm Worx)[2][11]
- 2022/2023 Helene Weigel Theaterpreis, Förderkreis des Berliner Ensembles[4]

## Rezeption
In der Berliner Morgenpost sprach Felix Müller über die Aufführung von The Writer von einem „kurzweiligen, sehenswerten Abend“, der das Publikum am Ende „zurecht“ begeisterte.